# Microcoelia macrantha
Microcoelia macrantha är en orkidéart som först beskrevs av Joseph Marie Henry Alfred Perrier de la Bâthie, och fick sitt nu gällande namn av Victor Samuel Summerhayes. Microcoelia macrantha ingår i släktet Microcoelia och familjen orkidéer. Inga underarter finns listade i Catalogue of Life.